# Der Perfekte Traum
Der Perfekte Traum – minialbum greckiego zespołu black metalowego Rotting Christ wydany w 1999 roku przez wytwórnię płytową Century Media Records. Zawiera dwa nagrania zarejestrowane w Woodhouse Studios w Hagen, we wrześniu 1998 roku, oraz pięć utworów live pochodzących z europejskiej trasy koncertowej, jaką zespół odbył wraz z grupami muzycznymi Samael i Moonspell w 1996 roku.

## Lista utworów
| Nr | Tytuł utworu                           | Długość |
| -- | -------------------------------------- | ------- |
| 1. | „Der Perfekte Traum”                   | 4:26    |
| 2. | „Moonlight”                            | 4:16    |
| 3. | „Shadows Follow” (live)                | 4:41    |
| 4. | „Diastric Alchemy” (live)              | 4:35    |
| 5. | „A Dynasty from the Ice” (live)        | 4:34    |
| 6. | „The First Field of the Battle” (live) | 6:17    |
| 7. | „King of a Stellar War” (live)         | 6:54    |
|    |                                        | 35:43   |

## Twórcy
- Sakis Tolis - gitara, śpiew
- Kostas Vassilakopoulos[1] - gitara
- Andreas Lagios - gitara basowa
- George Zaharopoulos[1] - instrumenty klawiszowe
- Themis Tolis - perkusja